# Гришуков, Владимир Витальевич
Владимир Витальевич Гришуков — депутат Государственной думы второго, третьего, четвёртого созывов. Первый секретарь Комитета Приморского краевого отделения КПРФ, член ЦК КПРФ.
Родился в 1956 г. в г. Находка в семье учительницы и военного. Учился на юридическом факультете Дальневосточного государственного университета, окончил Хабаровскую Высшую партийную школу. Работал в Находкинском морском торговом порту. Прошел путь от слесаря до заместителя начальника порта. В общей сложности с морским торговым портом связано 14 лет жизни.
После службы в Армии принимал активное участие в создании молодёжных оперативных отрядов в Приморском крае. Был молодёжным лидером, секретарем парткома порта «Восточный».
В 1994 году избран первым секретарем Приморского краевого комитета КПРФ.
В 2004—2006 годах активно выступал против строительства ВСТО. В 2007 году выступил в защиту однопартийца Дмитрия Мудрова, арестованного, а затем и осужденного на 8 лет по обвинению в мошенничестве.